# Carlos Bica
Carlos Bica (Lisboa, 11 de Julho de 1958) é um contrabaixista português, radicado em Berlim, na Alemanha desde 1994. De entre todos os músicos de jazz portugueses é, possivelmente, aquele que alcançou maior projecção na Europa. A sua actividade estende-se a vários países, da Ásia e Europa, incluindo Portugal onde se apresenta e grava com alguma regularidade, e contabilizando colaborações com vários músicos da cena internacional.

## Biografia
Carlos Bica estudou na Academia dos Amadores de Música em Lisboa e no Conservatório Nacional de Lisboa. Durante os estudos foi membro da Orquestra de Câmara de Lisboa, representando Portugal em vários festivais internacionais. Em 1982 prossegue os estudos na Hochschule für Musik em Würzburg. Foi "Músico do Ano", em Portugal, em 1998. Tocou nos mais importantes festivais de jazz na Europa, Canadá e Ásia.
Desde 1985 trabalhou, durante vários anos, com a vocalista Maria João, de que resultaram os álbuns Conversa e Sol - uma cooperação que lhe permitiu estabelecer-se na cena internacional. Também trabalhou com os cantores de fado Carlos do Carmo e Camané, bem como com José Mário Branco, Pedro Caldeira Cabral e Janita Salomé.
Cria, em 1989, com José Peixoto o grupo Cal Viva.
Desde 1994 vive em Berlim.
Com Frank Möbus (guitarrista) e Jim Black (baterista), fundou o trio Azul, com o qual editou sete álbuns e realizou inúmeras tournées internacionais.
Na Expo 98 em Lisboa, apresenta o projecto Diz, com a atriz e cantora Ana Brandão, que ultrapassa as fronteiras entre fado, canção, música de teatro, música clássica, jazz e improvisação.
Bica também tocou no trio de João Paulo Esteves da Silva juntamente com Peter Epstein e no trio Essencia com Gebhard Ullmann e Sylvie Courvoisier.
O seu espectáculo de contrabaixo a solo, de 2005, foi publicado no álbum Single.
É membro do grupo Tango Toy de Paul Brody, colaborou com Sven Klammer e Kalle Kalima, e também com Kristiina Tuomi.
Adicionalmente, ao longo da carreira, trabalhou com músicos como Ray Anderson, Kenny Wheeler, Aki Takase, Paolo Fresu, Julian Argüelles, Steve Argüelles, Lee Konitz, Mário Laginha, Matthias Schubert, Markus Stockhausen, António Pinho Vargas, Alexander von Schlippenbach entre outros. Carlos Bica compôs também para várias produções de teatro, dança e cinema.

## Prémios
- O álbum Azul com Frank Möbus e Jim Black, foi eleito em 1996 "Album de Jazz do Ano", em Portugal pelo programa Cinco Minutos de Jazz da Antena 1.[4]
- Carlos Bica foi eleito em 1998 "Músico de Jazz do Ano" em Portugal.[carece de fontes?]
- O álbum Diz com Ana Brandão e o projecto Diz recebeu o prémio de "Melhor Disco Do Ano" da Antena 1/ Cinco minutos de Jazz.
- Carlos Bica foi distinguido com o Prémio Carlos Paredes 2011, pelo álbum "Matéria-Prima" editado em 2010 pela editora Clean Feed Records.
- O júri constituído pelos mais relevantes críticos portugueses de Jazz, elegeu Carlos Bica como músico do ano e o seu novo álbum “More Than This” com o trio Azul, como o melhor álbum de jazz do ano de 2016.
- No âmbito da primeira edição dos Prémios RTP/Festa do Jazz o grupo Carlos Bica & Azul foi eleito em 2017 vencedor na categoria “Prémio Grupo do Ano”.

## Discografia[5]
- Maria João Quintet - "Conversa" (1986)
- Cal Viva - "Cal Viva" (1989)
- Maria João & Cal Viva - "Sol" (1991)
- Carlos Bica & AZUL - "AZUL" feat. Ray Anderson and Maria João (1996)
- João Paulo/Carlos Bica/Peter Epstein - "O exílio" (1998)
- Carlos Bica & AZUL - "Twist" (1999)
- João Paulo/Carlos Bica/Peter Epstein - "Almas" (2000)
- Paul Brody's Tango Toy - "Klezmer Stories" (2000)
- Carlos Bica & Ana Brandão - "DIZ" (2001)
- Gebhard Ullman/Jens Thomas feat. Carlos Bica - "Essencia" (2001)
- Paul Brody's Tango Toy - "The South Klezmer Suite" (2003)
- Carlos Bica & AZUL - "Look What They've Done To My Song" (2003)
- Tuomi - "Tightrope Walker" (2005)
- Sven Klammer - "Nevs" (2005)
- Carlos Bica - "Single" (solo álbum) (2005)
- Uwe Steinmetz - European Art Ensemble - ""Stations on the road to freedom" (2005)
- Carlos Bica & AZUL - "Believer" (2006)
- Bica-Klammer-Kalima - "A Chama do Sol" (2006)
- Tuomi - "The Expense of Spirit" (2007)
- Ulrike Haage - "Die Stille hinter den Worten" (2008)
- João Paulo plays Carlos Bica "White Works" (2009)
- Carlos Bica - "Matéria-Prima" (2010)
- Carlos Bica & Azul - "Things About" (2011)
- Susanne Paul's Move String Quartet - "El Camino" (2013)
- Carlos Bica & Azul - "More Than This" (2016)
- Susanne Paul's Move String Quartet - "Short Stories" (2018)
- Carlos Bica & Azul - "Azul in Ljubljana" (2018)
- Uwe Steinmetz - "InSpirit" (2019)
- Carlos Bica "I Am The Escaped One" (2019)